# Vitteaux
Vitteaux là một xã ở tỉnh Côte-d'Or trong vùng Bourgogne, phía đông nước Pháp. Khu vực này có độ cao từ 304-513 mét trên mực nước biển.

## Dân số
| 1962                                         | 1968 | 1975 | 1982 | 1990 | 1999 |
| -------------------------------------------- | ---- | ---- | ---- | ---- | ---- |
| 973                                          | 1052 | 1077 | 1097 | 1064 | 1114 |
| Số liệu từ năm 1962: Dân số không tính trùng |      |      |      |      |      |